# Rada Standaryzacji Języka Serbskiego
Rada Standaryzacji Języka Serbskiego (serb. Одбор за стандардизацију српског језика, Odbor za standardizaciju srpskog jezika) – gremium językowe w Serbii, Czarnogórze i Republice Serbskiej, które zajmuje się regulacją języka serbskiego.
Została ustanowiona 12 grudnia 1997 r. w Belgradzie wtedy jeszcze w Jugosławii.  Jest częścią Serbskiej Akademii Nauk i Sztuk.